# غريغ جورمان
غريغ جورمان (بالإنجليزية: Greg Gorman)‏ هو مصور أمريكي، ولد في 1949.

## وصلات خارجية
- غريغ جورمان على موقع IMDb (الإنجليزية)
- غريغ جورمان على موقع ميوزك برينز (الإنجليزية)
- غريغ جورمان على موقع قاعدة بيانات برودواي على الإنترنت (الإنجليزية)